# Бертхолд фон Фронхофен
Бертхолд фон Фронхофен (на немски: Berthold von Fronhofen; * пр. 1192; † сл. 1209/сл. 1212) е благородник от франкския рицарски род фон Фронхофен от Баден-Вюртемберг, господар на Кьонигсег. Той е родител на рода на господарите и графовете фон Кьонигсег, който съществува и днес. Замъкът Фронхофен се намира днес във Фронройте в окръг Равенсбург. Замъкът Кьонигсег днес е част от Гугенхаузен в Баден-Вюртемберг.

## Произход и наследство
Той е големият син на Менгоц де Кьонигсег († сл. 1171), министериал на Велфите. Брат е на Еберхард фон Фронхофен (* пр. 1209; † сл. 1228), женен за фон Валдбург.
Членовете на фамилията са министериали на Хоенщауфените и по-късно на Свещената Римска империя. През 1209 г. братята Еберхард и Бертхолд фон Фронхофен се наричат ministerialis regis.
Бертхолд получава през 1074 г. подарък манастир Равенгирсбург. Синът му Еберхард се нарича от 1251 г. фон Кьонигсег на замъка Кьонигсег (днес част от Гугенхаузен).
През 1613 г. потомците му стават фрайхерен и през 1629 г. са издигнати на имперски графове от император Фердинанд II.

## Деца
Бертхолд фон Фронхофен има с неизвестна по име жена пет деца:
- Еберхард фон Кьонигсег (* пр. 1251; † 12 октомври 1253)
- Бертхолд фон Кьонигсег (* пр. 1239; † сл. 1266/ сл. 1273), рицар, господар на Кьонигсег, фогт на Хоскирх, женен за Аделхайд († сл. 1268); баща на:
  - Улрих фон Кьонигсег († 1298), женен за фон Юстинген († сл. 1281)
  - Бертхолд фон Фронхофен († 1290/1293), женен за Мехтилд фон Кемнат
- Кристина фон Фронхофен, омъжена за Хайнрих фон Зумерау († 1243)
- Аделхайд фон Фронхофен († пр. 25 януари 1268), омъжена за рицар Буркхард фон Юнгинген
- Рудолф фон Фронхофен